# Antonio M. Taguba

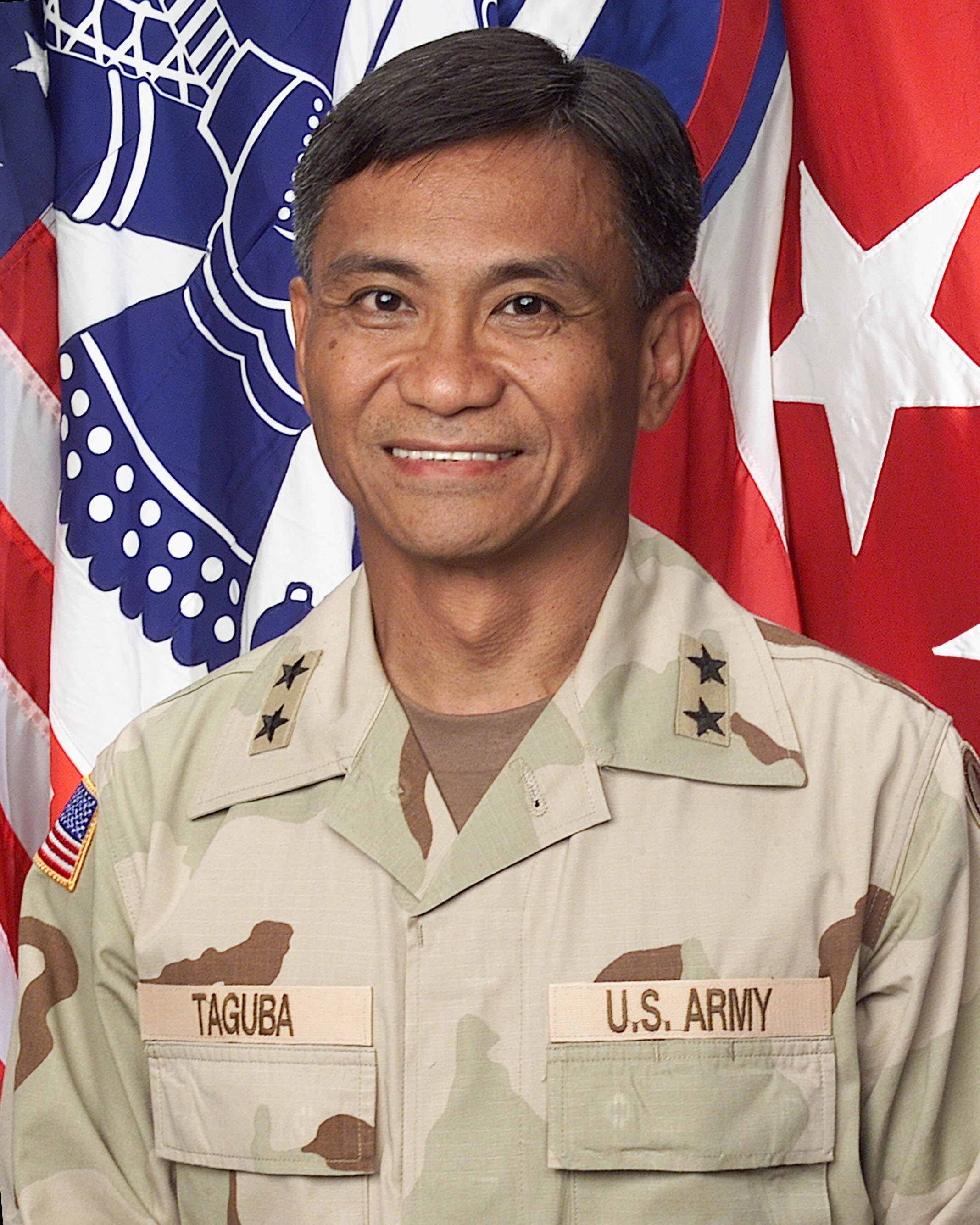
Gen. Antonio Taguba.

Antonio Mario Taguba (* 31. Oktober 1950 in Sampaloc/Manila auf den Philippinen) ist ein ehemaliger Major General der US Army. Er wurde durch einen 2004 veröffentlichten – ursprünglich geheimen – Untersuchungsbericht, auch als Taguba-Report bezeichnet, über Fälle von Folter im Abu-Ghuraib-Gefängnis bekannt. Taguba ist der zweite Filipino-Amerikaner, der in den Generalsrang befördert wurde. Nach dem Bekanntwerden seines kritischen Untersuchungsberichts war seine Karriere jedoch faktisch beendet und er ging zum 1. Januar 2007 in den Ruhestand.

## Militärische Laufbahn
Tagubas Vater war Soldat im Zweiten Weltkrieg und überlebte den Todesmarsch von Bataan. Taguba selbst wurde von seiner Mutter und der Großmutter aufgezogen. Im Alter von elf Jahren zog seine Familie nach Hawaii, USA.
Taguba schloss 1968 die Leilehua High School ab und graduierte 1972 mit einem Bachelor of Arts in Geschichte an der Idaho State University. Zudem absolvierte er die Ausbildung für Panzeroffiziere, das Command and General Staff College, das College of Naval Command and Staff, sowie das US Army War College. Taguba hat drei Master-of-Arts-Abschlüsse: in Öffentlicher Verwaltung von der Webster University, in Internationalen Beziehungen von dem Salve Regina College und in Nationaler Sicherheit und Strategischen Studien des Naval War College.
Nach seinem Abschluss an der Idaho State im Jahre 1972 erhielt Taguba sein Offizierspatent als Second Lieutenant und wurde zum Panzeroffizier ausgebildet. Seine erste Verwendung war im 1. Bataillon, 72. US-Panzerregiment, 2. US-Infanteriedivision der 8. US-Armee in Südkorea. Danach kommandierte er die Stabskompanie, das Stabs- und Fakultätsbataillon der US Army Field Artillery School in Fort Sill, Oklahoma. Dann folgte eine Auslandsverwendung in Deutschland, dort kommandierte er die B-Kompanie des 4. Bataillons der 69. US-Panzerregiments in Mainz. Danach folgte eine weitere Verwendung in Südkorea, dort übernahm er das Kommando über das 1. Bataillon, 72. US-Panzerregiment der 2. US-Infanteriedivision in Camp Casey. Wieder zurück in den Vereinigten Staaten, wurde ihm das Kommando über die 2. Brigade der 2nd Armored Division und danach über die 2. Brigade der 4. US-Infanteriedivision (mechanisiert) in Fort Hood, Texas übertragen. Danach kommandierte Taguba im Rang eines Brigadier General das US Army Community and Family Support Center in Alexandria, Virginia.
In den folgenden Jahren durchlief Taguba verschiedene Stabsverwendungen. Er diente als Materialsystemanalyst im Büro des Chief of Staff of the Army im Pentagon, dann wieder in Südkorea als Executive Officer und J-5 (Planung und Strategie) der US-Truppen in Yongsan. Danach war er Stabschef des US Army Reserve Command in Fort McPherson, Georgia und später vorwärtig eingesetzter assistierender Divisionskommandeur der 24. US-Infanteriedivision (mechanisiert). Dann war Taguba als stellvertretender Kommandierender General (Süd) der 1. US-Armee in Fort Jackson, South Carolina.
In Alexandria, Virginia, wurde Taguba zum Brigadier General befördert und kommandierte das dortige US Army Community and Family Support Center. Anschließend übernahm er im Verteidigungsministerium den Posten des amtierenden Direktors des Army Staff im Hauptquartier der US Army.
2004 diente Major General Taguba bereits zehn Monate als stellvertretender Kommandierender General für Unterstützung der 3. US-Armee, US Army Central Command des Coalition Forces Land Component Command in Kuwait, als er beauftragt wurde, die Fälle von Folter im Abu-Ghuraib-Gefängnis zu untersuchen. Nach der Veröffentlichung seines – ursprünglich geheimen – Untersuchungsberichtes, des Taguba-Reports, im Mai 2004, der sehr kritisch ausfiel, war seine Karriere faktisch beendet. Noch im selben Monat wurde er ins Pentagon versetzt und bekleidete dort den Posten des stellvertretenden assistierenden Verteidigungsministers für Bereitschaft, Ausbildung, Training und Mobilisierung im Büro des assistierenden Verteidigungsministers für Reserveangelegenheiten.
Im Januar 2006 wurde Taguba vom stellvertretenden Chief of Staff of the Army Richard A. Cody nahegelegt, im Januar 2007 in den Ruhestand zu treten.

## Auszeichnungen
Auswahl der Dekorationen, sortiert in Anlehnung der Order of Precedence of Military Awards:
- Army Distinguished Service Medal
- Legion of Merit (4 ×)
- Meritorious Service Medal (7 ×)
- Army Commendation Medal (3 ×)
- Army Achievement Medal (2 ×)